# Triflusal
Triflusal é fármaco que atua como inibidor da agregação plaquetária, que foi descoberto e desenvolvido nos Laboratórios Uriach, e comercializado na Espanha desde 1981. Atualmente, ele está disponível em 25 países da Europa, Ásia, África e América. É uma droga da família salicilato, mas não é um derivado do ácido acetilsalicílico (ASA). Os nomes comerciais incluem Disgren, Grendis, Aflen e Triflux.